# 大友正人
大友 正人（おおとも まさと、1961年1月22日 - ）は、神奈川県出身の元サッカー選手、サッカー指導者。現役時代のポジションはフォワード。

## 来歴
日本大学高校時代にチームのエースとして、第56回全国高校サッカー選手権へ出場。
卒業後は大学進学を目指して予備校に通っていたが、1979年のシーズン途中より、日本サッカーリーグ(JSL)1部に所属する読売クラブの選手として追加登録されると、同年のJSLカップでは準決勝・決勝戦合わせて3得点の活躍で、クラブに初タイトルをもたらした。その後も快足の左ウイングとして長きに渡りレギュラーに定着。80年代に世界的スーパースターであったアルゼンチンのディエゴ・マラドーナになぞらえて「和製マラドーナ」の異名をとった。また、1981年には青山学院大学二部(夜間)に合格し、サッカーと学業の両立を成功させた。
1980年2月6日、岡山・岡山県営陸上競技場におけるウイペシュティ・ドージャ（ハンガリー）との国際親善試合で日本代表デビューし、国際Cマッチ2試合に出場。
1983年にはリーグ3位タイとなる5アシストを記録して、読売クラブのJSL初優勝に貢献した。
JSL1部通算105試合出場18ゴール19アシスト。
現役引退後、当時は無名だった武相高校サッカー部の監督に就任すると、2002年にインターハイ初出場、2009年には全国高校サッカー選手権初出場へと導き、神奈川県を代表するサッカー強豪校へと育て上げた。また、2003年に行われた静岡国体では神奈川県選抜の監督としてチームを率い、日本一の座に輝いた。
2015年4月よりクラブ・ドラゴンズ柏のコーチに就任。

## 所属クラブ
- 日本大学高校
- 1979年 - 1989年  読売クラブ

## 個人成績
| 国内大会個人成績 | 国内大会個人成績 | 国内大会個人成績 | 国内大会個人成績 | 国内大会個人成績 | 国内大会個人成績 | 国内大会個人成績 | 国内大会個人成績 | 国内大会個人成績 | 国内大会個人成績 | 国内大会個人成績 | 国内大会個人成績 |
| 年度             | クラブ           | 背番号           | リーグ           | リーグ戦         | リーグ戦         | リーグ杯         | リーグ杯         | オープン杯       | オープン杯       | 期間通算         | 期間通算         |
| 年度             | クラブ           | 背番号           | リーグ           | 出場             | 得点             | 出場             | 得点             | 出場             | 得点             | 出場             | 得点             |
| 日本             | 日本             | 日本             | 日本             | リーグ戦         | リーグ戦         | JSL杯            | JSL杯            | 天皇杯           | 天皇杯           | 期間通算         | 期間通算         |
| ---------------- | ---------------- | ---------------- | ---------------- | ---------------- | ---------------- | ---------------- | ---------------- | ---------------- | ---------------- | ---------------- | ---------------- |
| 1979             | 読売             | 4                | JSL1部           | 9                | 6                | 2                | 3                | 2                | 1                | 13               | 10               |
| 1980             | 読売             | 4                | JSL1部           | 4                | 1                | 0                | 0                | 2                | 0                | 6                | 1                |
| 1981             | 読売             | 11               | JSL1部           | 15               | 1                | 1                | 0                | 2                | 0                | 18               | 1                |
| 1982             | 読売             | 11               | JSL1部           | 18               | 2                | 1                | 0                | 3                | 0                | 22               | 2                |
| 1983             | 読売             | 11               | JSL1部           | 17               | 3                | 3                | 0                | 3                | 0                | 23               | 3                |
| 1984             | 読売             | 11               | JSL1部           | 9                | 0                | 1                | 0                | 5                | 0                | 15               | 0                |
| 1985             | 読売             | 11               | JSL1部           | 18               | 2                | 0                | 0                | 2                | 0                | 20               | 2                |
| 1986-87          | 読売             | 11               | JSL1部           | 7                | 2                | 1                | 0                | 0                | 0                | 8                | 2                |
| 1987-88          | 読売             | 11               | JSL1部           | 5                | 0                | 1                | 0                | 4                | 2                | 10               | 2                |
| 1988-89          | 読売             | 11               | JSL1部           | 3                | 1                | 0                | 0                | 0                | 0                | 3                | 1                |
| 通算             | 日本             | 日本             | JSL1部           | 105              | 18               | 10               | 3                | 23               | 3                | 138              | 24               |
| 総通算           | 総通算           | 総通算           | 総通算           | 105              | 18               | 10               | 3                | 23               | 3                | 138              | 24               |

その他の公式戦
- 1984年
  - スーパーカップ 1試合0得点
- 1987-88年
  - アジアクラブ選手権 5試合0得点

## 指導歴
- 武相高校 監督
- クラブ・ドラゴンズ柏
- 横浜FC鶴見
- かえつ有明中学 監督